# Sámbár Mátyás
Sámbár Mátyás (Varasd vagy Pétervárad, 1617. április 27. – Zágráb, 1685. február 14.) a teológia doktora, Jézus-társasági áldozópap és hittérítő, a barokk hitvitázó irodalom képviselője.

## Élete
1617. április 27-én Varasdon – mások szerint Péterváradon – született. Miután Győrött középiskoláit elvégezte, jezsuita lett. Próbaévét még be sem fejezte, már Pozsonyba küldték egy elemi osztály tanítására.
1638-ban Grazba ment és ott három évig bölcseletet hallgatott. Elöljárói Erdélybe küldték Kolozsmonostorra, az ottani középiskola két felsőbb osztálya tanítására. Erdélyben három évi működése után jeles költőként szerzett magának jóhírnevet; „ugyanis nem halt meg ezen idő alatt Erdélyben főbb rangú, kit meg nem énekelt volna” (Szinnyei).
Ezután a hittudományok tanulására ismét Grazba került, ahol négy évi pályája után a teológia doktorává avatták. 1655-ben letette a négyes fogadást, s Felső-Magyarország és Erdély településein működött nyolc éven keresztül. Kassán a „polemica” és a Szentírás magyarázatával bízták meg. A tanszéktől két év múlva megvált és ismét visszatért a hittérítés tevékenységéhez. Harminc évig maradt a hittérítői pályán, térített Moldvában és Havasalföldön is. Mind élőszóban, mind pedig írásaival 12 ezer lelket nyert vissza a katolikus egyháznak. Buzgólkodása közben sok bántalmat és gyalázatot kellett eltűrnie, sőt többször életveszélyesen is megfenyegették. Bod Péter, majd Wallaszky említik róla, hogy ellenfeleivel csak azzal a feltétellel vitatkozott, hogy „a vesztes fejét veszítse”. Történt egyszer Felsőbányán, a hajdúvárosok egyikében, hogy Vásárhelyi Matkó István legyőzte őt a vitában; azonban nagylelkűen megkegyelmezett életének és csak két fogát húzatta ki. E híresztelést – melyet ellenfelei terjesztettek – cáfolja Három idvességes hitbeli kérdések című könyvének 253. lapján. Miután a rend növendékeit és a hazai ifjúságot hat évig tanította, s a szerzetesrend házait tíz évig vezette, Zágrábban halt meg 1685. február 14-én.

## Művei
- A prédikátor Pápaszemének Próbaköve. Hely n., 1659
- Három idvösseges kerdes. Első: A Lutteránusok és Calvinisták igaz hitben vadnak-e? Második: Csak az Egy Papista Hité igaz? Harmadik: A' Papisták ellenkeznek-é a Sz. Írással, avagy inkáb a' Lutterek és Calvinisták? 1661. Nyomt. Nagy-Szombatban (Névtelenül. Egyetlen példánya a körmöczi francia zárda könyvtárában. 3. kiadás. Kassa, 1672., 4. Nagy-Szombat, 1690. szintén névtelenül. Kolozsvárt 1745. és Pozsonyban 1751)
- Egy Vén Bial orrára való Karika. Mellyet Szent Isaias c. 37. v. 29. így csinált neki: Mikor ellenem dühösködnél, kevélységed fel-jött füleimbe az okáért Karikat vetek orrodba, és zabolát ajakidra, és vissza viszlek téged az utra, a mellyen jöttél, a mikor az Nyolcz okokat dorgáltad, mellyekert egy okos ember Pápistává lött vala. 1640. Eszt. Nyomt. 1664-ben (Névtelenül. A címlap hátlapján: Azon vén Bialnak a nevét ha kévánod tudni; ő maga így jegyzette fel: A. C. K. H. G. L. T. C. J., az az Czeglédi István. Egyetlen példánya a gyulafehérvári Batthyány-könyvtárba került.)
- Orvoslo Ispitaly. Melyben egy o-kos praedicans Az Igaz Romai Pápista Hitre, Calvinista vallásbul megtért Embernek erős Nyolcz Okai ellen ok nélkül valo haszontalan ütközetiben. Feje falban-veréstől orvosoltatik. Egy Frater Misericordiae által Rom 1. v. 18. et 21. Elmélkedésekben hivságosokká váltak, meg-setétedett az ő esztelen szívök, és bölcseknek alítván magokat, Bolondokká löttek. Isa, 19. v. 14. Az Úr közikbe elegyitette a' Széditő lelket es ugy tántorodnak s-csavarognak minden munkájokban, mint etc. (Írva van Czeglédi Istvánnak 1663-ban megjelent «Barátsagi Dorgálás»-a ellen. Névtelenül. 2. kiadás. Hely n., 1697. szintén névtelenül.)
- A három kérdésre lött summás választételre irott felelet. Hely n., 1666 (S. ezen feleletét «aranyos és veres festékkel himezé meg, pántlikákkal tzafragozá fel: tudta, hogy büdös bornak szép tzégért kell tenni».)
- A Három Idvösséges kérdésre, a Luther es Calvinista Tanítók mint felelnek? ugy a mint Matkó István mongya, fol. 128. X, ut Tök. imé azért Matkó Hazugságinak megtorkollása, Es Posaházi Mocskainak megtapodása. Nyom. 1667. eszt. (Kassa)
- Lilium inter spinas. Cant. 2. 2. Az az: Az halotti siránkozások között Istenes jó maga viseléséről való Boldog Emlekezeti Az Méltós. Nagyságos néhai Egri Püspöknek, Szegedi Ferencznek: Heves Vár-megye, és mind a két Szólnok, Fő-Ispánnyának: Felséges Császár és Király Urunk Tanátsának etc. Készittetett és mondatott… Cassan nyom. VIgesIMa seCVnDa IanVar 11 LVgentIs (1676)
- Az Eötödik Evangelistának Sámbár Mátyás Káplánnak Zenebonája. Melly ez kis irásben meg mutatódván szélel veretik. Jacobi 3. v. 14, Ne hazudgyatok az igazság ellen. Nyomt. M.DC.LXVIII. eszt.-ben (Egyetlen példánya a kolozsvári református kollégium könyvtárába került.)

## Lásd még
- A barokk kor magyar irodalma
- P. Tóth János: Vásárhelyi Matkó István hitvitája Sámbár Mátyás jezsuitával; Hornyánszky Ny., Bp., 1909 (Koszorú. A Magyar Prot. Irodalmi Társaság népies kiadványai)
- Horváth Lajos: Sámbár Mátyás élete és művei; Élet Ny., Bp., 1918
- Garadnai Erika Csilla: A felső-magyarországi hitvita, 1663–1672. Sámbár Mátyás, Pósaházi János, Matkó István és Czeglédi István polémiája; OSZK–Universitas, Bp., 2018